# Methia violaceipennis
Methia violaceipennis là một loài bọ cánh cứng trong họ Cerambycidae.